# علی آذرگین
"علی آذرگین" (زادهٔ ۶ شهریور ۱۳۰۶ در تهران – درگذشتهٔ ۲۷ آبان ۱۳۸۷) هنرمند، نقاش معاصر، مشاور هنری مطبوعات و انتشارات در زمینه طراحی و نقاشی و از استادان دانشکده هنرهای زیبای تهران بود.

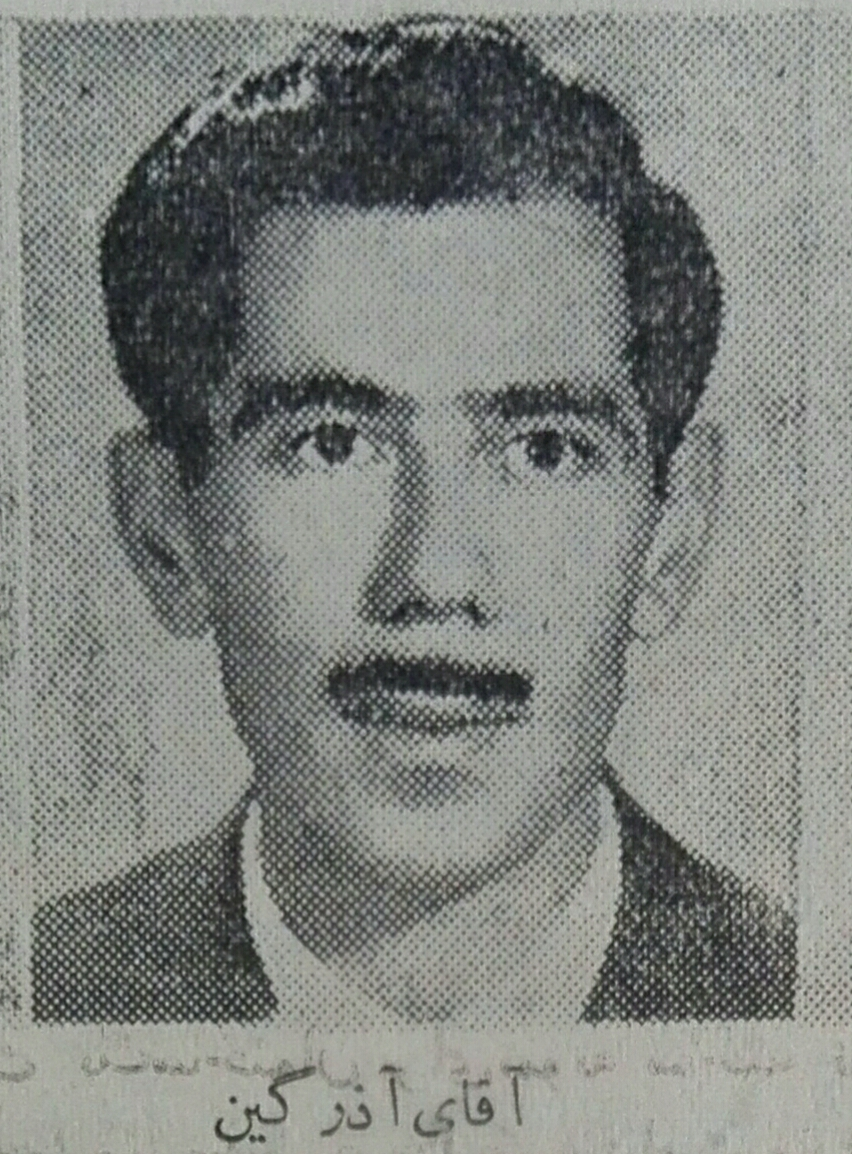

## زندگی‌نامه
علی آذرگین، در سال ۱۳۰۶ خورشیدی در تهران متولد شد. برای مدتی خانواده اش به بادکوبه مهاجرت نمود. در بازگشت، وی تحصیلات ابتدایی و متوسطه خود را در بندرانزلی سپری کرد و پس از چند سال نقاشی در کارگاه شخصی، به تهران رفت تا هنر نقاشی را به صورت آکادمیک دنبال کند. وی در رشته نقاشی دانشکده هنرهای زیبا، به عنوان شاگرد اول مقطع کارشناسی (لیسانس) فارغ‌التحصیل شد و با کمک بورسیه تحصیلی به اتریش رفت.
در وین با جدیت به ادامه تحصیل پرداخت و پس از دریافت مدرک فوق لیسانس به ایران بازگشت و تحصیلات خود را در دوره دکتری در دانشکده هنرهای زیبا در تهران با دفاع از رساله خود با موضوع «نقوش و طرح‌های جوراب‌های تالشی» به پایان رساند. هم چنین به عنوان استاد دانشکده هنرهای زیبا دعوت و مشغول به کار شد.

## ازدواج
علی آذرگین در هنگام اقامت و تحصیل در اتریش، با هنرمند اتریشی یوتا آذرگین آشنا شده و این آشنایی به ازدواج منجر می‌شود. یوتا آذرگین، در زمینه صفحه آرایی و تصویرگری کتاب کودک و نوجوان فعالیت داشت. آهوی گردن دراز، بزی که گم شد و راز کلمه‌ها از جمله کتاب‌هایی است که توسط وی تصویر سازی شده‌است.
بر اساس سوابق سازمان شهرداری‌ها، وی در امور طراحی و نقاشی، همکار دائمی مجله شهرداری‌ها و اداره انتشارات سازمان شهرداری‌های ایران بود.

## درگذشت
آذرگین در اردیبهشت سال ۱۳۵۶ خورشیدی در سانحه رانندگی در مسیر تهران - اصفهان، به کما رفت. مصدومیت شدید و عوارض سانحه مانع ادامه فعالیت و خلق آثار جدید توسط او شد و مشکلات فراوانی برای وی به وجود آورد. سرانجام در بیست و هفتم آبان‌ ۱۳۸۷ خورشیدی در تهران درگذشت و در آرامستان تهران -بهشت زهرا- به خاک سپرده‌شد.

## آثار
در سال ۱۳۲۵ خورشیدی، نقاشی سیاه قلم آذرگین از چهره ابوریحان بیرونی دانشمند نام‌دار ایرانی بر روی تمبر پستی چاپ شده‌است.
همین تصویر در سال ۱۳۵۹ خورشیدی، بر روی تمبر پستی که به مناسبت هجرت پیامبر اسلام منتشر شد، برای دومین بار مورد استفاده قرار گرفته‌است.
در سال ۱۳۶۹ شرکت پست جمهوری اسلامی ایران، ۱۶ قطعه تمبر پستی به مناسبت «کنگره جهانی بزرگداشت فردوسی» را در چاپخانه بانک مرکزی ایران چاپ و منتشر کرد. این تمبرها که بی‌دندانه‌اند و هر قطعه از آن‌ها اندازه‌ای برابر با ۷۵×۶۰ میلی‌متر دارد؛ که تا کنون بزرگ‌ترین تمبرهای ایران به‌شمار می‌روند. بر روی یکی از این تمبرها تابلوی نقاشی پرتره «حکیم ابوالقاسم فردوسی» اثر علی آذرگین که در موزه آرامگاه فردوسی نگهداری می‌شود؛ مورد استفاده قرار گرفت.
بنابر اسنادی که در آرشیو ملی ایران نگهداری می‌شود؛ آذرگین در دهه سی خورشیدی تابلوی پرتره احمد قوام‌السلطنه را نقاشی نموده‌است؛ همچنین در دهه ۵۰ خورشیدی، نخست‌وزیری وقت پرتره‌هایی از خانواده سلطنتی ایران را به وی سفارش داده‌است.

## کمسیون مطالعه آرم اختصاصی شهرداری‌های کشور
علی آذرگین در سال ۱۳۳۸ خورشیدی، به نمایندگی از سازمان اتحادیه شهرداری‌های شاهنشاهی ایران، برای ارائه مشاوره فنی، به عضویت کمسیون مطالعه آرم (نشان واره) اختصاصی شهرداری‌های کشور درآمد. در این کمیسیون گروهی از ایرانشناسان و هنرمندان برجسته ایرانی و غیر ایرانی هم‌چون محمد نصر، علی اکبر بینا، محمدتقی مصطفوی، هوشنگ سیحون، یحیی ذکاء، اسدالله نامدار، آندره گدار، ناصر عامری، محسن مقدم، سپهبد امان‌الله جهانبانی، فتح‌الله جلالی و عبدالخالق رومانوسکی دوبنچا به مطالعه، بررسی و طراحی نشان‌واره‌های انحصاری شهرداری‌های ایران مشغول بودند.

## بازآفرینی آثار
الهام قلانی دانش‌آموخته نقاشی و گرافیک «نخستین نشان واره‌های اختصاصی شهرداری‌های ایران» را براساس عکس‌های تهیه شده ازسوی سازمان صنایع دستی ایران، سربرگ‌ها و چند اثر باقی مانده از رومانوسکی، بین سال‌های ۱۳۹۳ تا ۱۳۹۷ خورشیدی بازآفرینی نمود.

## نمایشگاه‌ها
آثار این هنرمند در چندین نمایشگاه گروهی داخلی و خارجی، نمایش درآمده‌است. از جمله:
- نمایشگاه مناظر بندرانزلی در حاشیه نمایشگاه صنایع دستی گیلان در کاخ سفید در سال ۱۳۳۶ خورشیدی.
- نمایشگاه نقاشی و مجسمه (میراث معاصر).[۲]
- نمایشگاه آثار هنرمندان معاصر در نگارخانه جم.[۳]
- نمایشگاه دو قرن هنر طراحی در ایران.[۱]
- نمایشگاه پیشگامان هنرهای معاصر ایران.
- تجلیلی بر پیشکسوتان تجسمی.[۴]